# Bletia purpurea
Bletia purpurea  es una orquídea de hábito terrestre originaria de Estados Unidos hasta Centroamérica. 

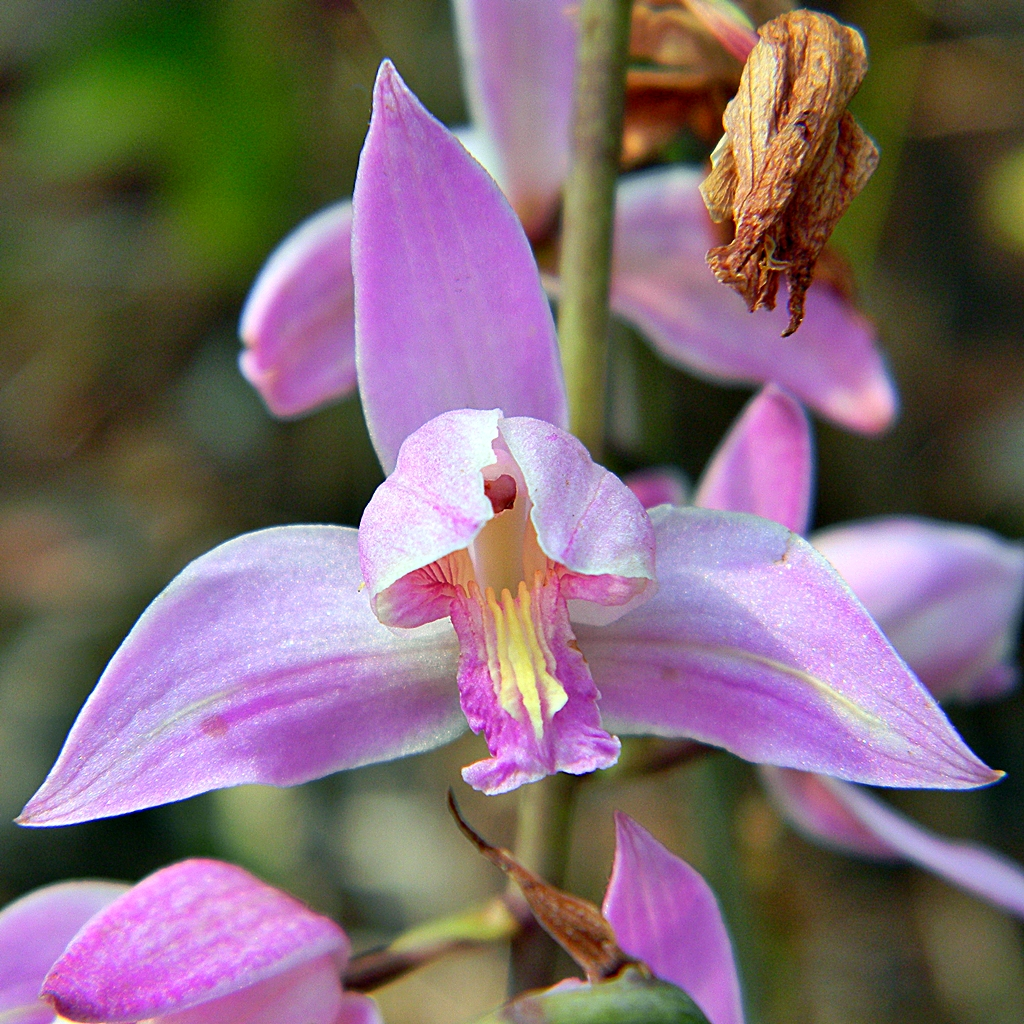
Detalle de la flor

## Descripción
Es una orquídea de gran tamaño, que prefiere clima cálido, es de hábito terrestre con cormos suborbiculares parcialmente enterrados que da lugar a 1 a 2 hojas apicales, lanceoladas, agudas y plegadas. Florece  en una inflorescencia basal, delgada y erguida de 150 cm de largo, con 3 a 40 flores de 5 cm de ancho que se levantan desde un pseudobulbo recién madurado con vainas basales. La floración se produce en la primavera.
Hay una gran variedad de colores en esta especie. Entre los más oscuros que se han encontrado están el tinto o morado muy intenso hasta el rosa pálido por lo que la hacen una planta vistosa. En su época de floración el labelo es más largo que el resto de la flor y puede ser de color diferente del resto de las piezas florales.

## Distribución y hábitat
Se distribuye desde Florida hasta Perú y Bolivia, creciendo en hábitats diversos: Bosques secos, zonas pantanosas, sobre rocas y en acantilados hasta 2000 m.

## Taxonomía
Bletia purpurea fue descrita por (Lam.) DC. y publicado en Mémoires de la Société de Physique et d'Histoire Naturelle de Genève 9(1): 97–98. 1841.
Etimología
Ver: Bletia
purpurea: epíteto latino que significa "púrpura".
Sinonimia
- Bletia acutipetala Hook.
- Bletia havannensis Lindl.
- Bletia pottsii S.Watson
- Bletia pulchella auct.
- Bletia verecunda (Salisb.) R.Br.
- Cymbidium altum Willd.
- Cymbidium floridum Salisb.
- Cymbidium trifidum (Michx.) Sw.
- Cymbidium verecundum (Salisb.) Sw.
- Epidendrum altum (Willd.) Poir.
- Gyas verecunda (Salisb.) Salisb.
- Helleborine americana Steud.
- Limodorum purpureum Lam.
- Limodorum trifidum Michx.
- Limodorum tuberosum Jacq.
- Limodorum verecundum Salisb.
- Serapias purpurea (Lam.) Poir.[5]